# Stictoptera conturbata
Stictoptera conturbata är en fjärilsart som beskrevs av Walker 1869. Stictoptera conturbata ingår i släktet Stictoptera och familjen nattflyn. Inga underarter finns listade i Catalogue of Life.